# 南さつま市コミュニティバス
南さつま市コミュニティバス（みなみさつましコミュニティバス）は、鹿児島県南さつま市が運行するコミュニティバスの総称。
「つわちゃんバス」の統一の愛称が付けられている。
なお、本項では加世田地域、金峰地域、坊津・大浦地域で運行されている事前予約制乗合タクシー「つわちゃんタクシー」についても詳述する。

## 概説
加世田地域の1系統、加世田地域⇔坊津地域の相互間の2系統、加世田地域⇔大浦地域の相互間の1系統、加世田地域⇔金峰地域の相互間の1系統、笠沙地域（愛称「のまんたけ号」）の1系統、金峰地域の2系統の5地域7系統からなる。

## 沿革
- 1995年4月 旧大浦町内循環バスが運行開始。
- 2002年6月 旧笠沙町内循環バス「のまんたけ号」が運行開始。
- 2005年11月 加世田市と 旧4町（川辺郡の笠沙町・大浦町・坊津町と日置郡金峰町）との新設合併に伴い、各地のコミュニティバスを南さつま市コミュニティバスとして引き継ぐ。
- 2007年4月 抜本的な見直しで、新たな運行形態で運行開始。
- 2012年12月 統一の愛称として「つわちゃんバス」の愛称が付く、同時に坊津・大浦地域で事前予約制乗合タクシー「つわちゃんタクシー」も運行開始。

## つわちゃんバス路線一覧
路線
- 中山線(坊之浜経路) - (月・水・金、1日2往復)
- 中山線(久志経路) - (火・木、1日2往復)
- 内布線 - (月～金、1日2往復)
- 大木場線 - (月～金、1日2往復)
- 高橋線 - (月～金、1日3往復)
- のまんたけ号 - (月～金、1日3本）
  - 1便：岬→杜氏の里笠沙→笠沙支所→市崎木場→笠沙支所→片浦→岬
  - 2便：岬→片浦→笠沙支所→市崎木場→笠沙支所→杜氏の里笠沙→岬
  - 3便：大迫医院下→笠沙支所→市崎木場→笠沙支所→杜氏の里笠沙→岬

（※【月・木】、3本とも樫ノ木経由/【火・水・金】3本とも樫ノ木を経由しない。）
- 池辺線 - (火・木、1日3本)
  - 1便：池辺門前 → 金峰支所前
  - 第2便：池辺門前 → いなほ館
  - 第3便：いなほ館 → 池辺門前

- 長谷線 - (月・火・木、1日2往復/但し、第1便はいなほ館を通過する。)

運賃
- 中山線・大木場線・高橋線・のまんたけ号・長谷線の20㎞未満の区間・内布線・池辺線（中学生以上100円/小学生・障害者等50円/未就学児は無料）
- 中山線・大木場線・高橋線・のまんたけ号・長谷線の20㎞以上の区間（中学生以上200円/小学生・障害者等100円/未就学児は無料）

（※いわさきICカード・RapiCaともに利用可(長谷線は除く)）
運休日
- （土、休日、年末年始(12月29日 - 翌年1月3日)）

運行委託：中山線・内布線・大木場線・高橋線・のまんたけ号・池辺線＝鹿児島交通、長谷線＝中村タクシー

## つわちゃんタクシー（事前予約制乗合タクシー）
- 運賃 - 大人100円、小人・障害者などは50円

### 秋目線
- 利用の際は、事前登録及び利用したい便の電話予約が必要。予約は第1便は前日の午後8時までに、第2便・第3便・第4便は乗車2時間前までに行う必要がある。
- 第3便・第4便の予約は大浦市街地行き（第1便・第2便）の車内でも予約が可能。
- 運行日 - 火曜日・木曜日(※但し年末年始の間及び祝日の場合は運休する。)
- 運行委託・予約業務委託 - 中尾タクシー
- 秋目地域と大浦市街地の乗降場所(7ヶ所)間を予約に応じて運行する。
- 運行回数：1日2往復（秋目地域→大浦市街地：第1便・第2便、大浦市街地→秋目地域：第3便・第4便）

#### 対象地区
- 秋目地域(※秋目地域以外の方も乗車可能だが事前登録が必要。)

### 大浦市街地の乗降場所
- おおうら歯科(西福寺)
- 吉見医院(Aコープ大浦店)
- Aコープ大浦店
- JA南さつま大浦支所(Aコープ大浦店)
- 南さつま市役所大浦支所(大浦)
- 大浦郵便局
- 鹿児島銀行大浦代理店

### 鉄山線
- 利用の際は、事前登録及び利用したい便の電話予約が必要。予約は第1便は前日の午後8時までに、第2便・第3便・第4便は乗車2時間前までに行う必要がある。
- 第3便・第4便・第5便の予約は加世田市街地行き（第1便・第2便）の車内でも予約が可能。
- 運行日 - 月曜日・水曜日・金曜日(※但し年末年始の間及び祝日の場合は運休する。)
- 運行委託・予約業務委託 - 森田タクシー
- 内山田地域と加世田市街地の乗降場所(21ヶ所)間を予約に応じて運行する。
- 運行回数：1日5本（内山田地域→サザウィン→加世田市街地：第1便・第2便、加世田市街地→サザウィン→内山田地域：第3便・第4便・第5便）

(※サザウィンにはどちらからも乗降可能)

#### 対象地区
- 内山田地域(※内山田地域以外の方も乗車可能だが事前登録が必要。)

### 加世田市街地の乗降場所
- 加世田バスステーション
- 南さつま市役所
- 医療機関(11ヶ所)
- 商業施設(3ヶ所)
- 金融機関(5ヶ所)

### 白川線
- 利用の際は、事前登録及び利用したい便の電話予約が必要。予約は第1便は当日の午前2時までに、第2便・第3便・第4便は乗車2時間前までに行う必要がある。
- 第3便・第4便・第5便の予約は金峰市街地行き（第1便・第2便）の車内でも予約が可能。
- 運行日 - 水曜日・金曜日(※但し年末年始の間及び祝日の場合は運休する。)
- 運行委託・予約業務委託 - 加世田タクシー(南海交通)
- 白川・大田・阿多・大坂地域と金峰市街地の乗降場所(8ヶ所)間を予約に応じて運行する。
- 運行回数：1日5本（白川・大田・阿多・大坂地域→いなほ館→金峰市街地：第1便・第2便、金峰市街地→いなほ館→白川・大田・阿多・大坂地域：第3便・第4便・第5便）

(※いなほ館にはどちらからも乗降可能)

#### 対象地区
- 白川・大田・阿多・大坂地域(※白川・大田・阿多・大坂地域以外の方も乗車可能だが事前登録が必要。)

### 金峰市街地の乗降場所
- 南さつま市役所金峰支所
- 医療機関(3ヶ所)
- Aコープ阿多店
- JAさつま日置金峰支所
- 鹿児島銀行金峰代理店
- 阿多郵便局